# Africophilus pauliani
Africophilus pauliani är en skalbaggsart som beskrevs av Legros 1950. Africophilus pauliani ingår i släktet Africophilus och familjen dykare. Inga underarter finns listade i Catalogue of Life.